# А что, если они нам не враги? Как болезни спасают людей от вымирания
«А что, если они нам не враги? Как болезни спасают людей от вымирания» (англ. Survival of the Sickest) ― научно-популярная книга, написанная канадско-американским врачом, эволюционным биологом и нейрогенетиком Шароном Моалемем  и бывшим сотрудником администрации президента Билла Клинтона Джонатаном Принсом. Первоначально книга называлась «Выживание самых больных: врач объясняет, зачем нам болезнь».

## Содержание
Книга представляет собой сборник тематических исследований, в которых используются научные и исторические данные для поддержки отдельных выдвинутых гипотез и общего аргумента в пользу связи между некоторыми заболеваниями и увеличением продолжительности жизни. По мнению авторов, эти болезни производили естественный отбор в человеческой популяции, слабые погибали, а обладатели более сильного иммунитета выживали, передавая его по наследству.
Книга содержит 266 страниц, состоит из следующих глав:
- Глава 1: Гемохроматоз, кровопускание и потребление железа человеком
- Глава 2: Диабет, изменение климата и бурая жировая ткань
- Глава 3: Солнечный свет, витамин D, холестерин и физиологический состав расы
- Глава 4: Овощи, бобы и распространение малярии
- Глава 5: Вирулентность бактерий, дракункулеза и паразитарных болезней
- Глава 6: Мутация ДНК и «прыгающие» гены
- Глава 7: Генетическое подавление и детское ожирение
- Глава 8: Раковые клетки и роды

## Издание в России
Книга была переведена на русский язык и вышла в свет в издательстве «Бомбора» в 2018 году. ISBN 978-5-04-089979-1